# Dan Mândrilă
Dan Mândrilă (n. 1938, Chișinău — d. 31 decembrie 1992, Iași) a fost un saxofonist, clarinetist, conducător de formație și compozitor român de jazz și muzică ușoară. Este considerat unul dintre cei mai buni saxofoniști români din toate timpurile.
Absolvent al Conservatorului „Ciprian Porumbescu” din București, Mândrilă s-a alăturat Orchestrei Electrecord în 1963. Cu această orchestră a efectuat turnee în RDG, RFG, Finlanda, Suedia, Polonia etc. A participat la festivalurile din Ploiești, Sibiu, Praga, San Sebastian etc. În 1970 a fost ales membru al grupului East European All Stars Big Band. 

## Discografie parțială
- Alter ego (1980, Electrecord)
- Jazz restitutio 4 (1993, Electrecord)
- Jazz restitutio (2003, Electrecord)